# Xã Plain, Quận Kosciusko, Indiana
Xã Plain (tiếng Anh: Plain Township) là một xã thuộc quận Kosciusko, tiểu bang Indiana, Hoa Kỳ. Năm 2010, dân số của xã này là 7.698 người.